# 八里湾站
八里湾站是位于安徽省芜湖市弋江区火龙街道的一个铁路车站，邮政编码241131。车站建于1969年，有宁铜铁路、皖赣铁路经过该站，现办理货运业务。车站距离中华门站143公里，隶属中国铁路上海局集团有限公司，是四等站。车站办理货运业务，仅办理专用线、专用铁路货运作业 。